# Młodzieżowe Mistrzostwa NACAC w Lekkoatletyce 2012
7. Młodzieżowe Mistrzostwa NACAC w Lekkoatletyce – zawody lekkoatletyczne przeprowadzone pod auspicjami NACAC, które zostały rozegrane w Irapuato w Meksyku od 6 do 8 lipca 2012. 

## Rezultaty

### Mężczyźni
| Konkurencja:                                | 1. miejsce                                                                        | Rezultat                 | 2. miejsce                                                                  | Rezultat                 | 3. miejsce                                                                 | Rezultat                 |
| Bieg na 100 m (wiatr: 0,9 m/s)              | Jason Rogers                                                                      | 10,06                    | Keenan Brock                                                                | 10,15                    | Charles Silmon                                                             | 10,17                    |
| Bieg na 200 m (wiatr: -0,5 m/s)             | Tremaine Harris                                                                   | 20,22                    | Prezel Hardy                                                                | 20,40                    | Keith Ricks                                                                | 20,50                    |
| Bieg na 400 m                               | David Verburg                                                                     | 45,14                    | Philip Osei                                                                 | 45,51                    | Jeffery Gibson                                                             | 46,30                    |
| Bieg na 800 m                               | Michael Preble                                                                    | 1:48,69                  | Tayron Reyes                                                                | 1:49,09                  | Casimir Loxsom                                                             | 1:49,35                  |
| Bieg na 1500 m                              | Kyle Merber                                                                       | 3:51,61                  | Charles Philibert-Thiboutot                                                 | 3:52,00                  | Riley Masters                                                              | 3:52,15                  |
| Bieg na 5000 m                              | Andrew Bayer                                                                      | 15:13,01                 | George Alex                                                                 | 15:28,27                 | Ezau Arias                                                                 | 15:33,29                 |
| Bieg na 10 000 m                            | Gabe Proctor                                                                      | 30:46,85                 | Elliott Krause                                                              | 30:57,88                 | Alejandro Arroyo                                                           | 31:39,99                 |
| Bieg na 110 m przez płotki (wiatr: 1,8 m/s) | Shane Brathwaite                                                                  | 13,31                    | Barrett Nugent                                                              | 13,32                    | Greggmar Swift                                                             | 13,54                    |
| Bieg na 400 m przez płotki                  | Jeffery Gibson                                                                    | 50,27                    | Michael Stigler                                                             | 50,48                    | Leslie Murray                                                              | 50,48                    |
| Bieg na 3000 m z przeszkodami               | Luis Gallegos                                                                     | 9:22,75                  | Jared Bassett                                                               | 9:23,39                  | Javier Quintana                                                            | 9:23,44                  |
| Sztafeta 4 x 100 m                          | Stany Zjednoczone · Darrell Wesh · Charles Silmon · Marcus Rowland · Keenan Brock | 38,94                    | Bahamy · Trevorvano Mackey · Warren Fraser · Marcus Thompson · Alfred Higgs | 39,65                    | Jamajka · Paul McPearson · Ramone McKenzie · Akheem Gauntlett · Akino Ming | 39,67                    |
| Sztafeta 4 x 400 m                          | Stany Zjednoczone · James Harris · Chris Vaughn · Michael Preble · David Verburg  | 3:03,81                  | Bahamy · Alfred Higgs · Danzell Forston · Jeffery Gibson · Alonzo Russell   | 3:04,33                  | Dominikana · Junior Acosta · Tayron Reyes · Jonathan Santana · Joel Mejia  | 3:07,88                  |
| Chód na 20 000 m                            | Evan Dunfee                                                                       | 1:26:15,32               | Adrian Ochoa                                                                | 1:27:56,18               | Mauricio Calvo                                                             | 1:31:58,42               |
| Skok wzwyż                                  | Edgar Rivera                                                                      | 2,23 m                   | Luis Joel Castro                                                            | 2,21 m                   | Domanique Missick                                                          | 2,19 m                   |
| Skok o tyczce                               | Michael Woepse                                                                    | 5,40 m                   | K'Don Samuels                                                               | 5,35 m                   | Logan Cunningham                                                           | 5,30 m                   |
| Skok w dal                                  | Marquis Dendy                                                                     | 7,68 m (wiatr: -1,2 m/s) | Kendall Spencer                                                             | 7,67 m (wiatr: -0,4 m/s) | Taylor Stewart                                                             | 7,50 m (wiatr: -0,9 m/s) |
| Trójskok                                    | Chris Phipps                                                                      | 16.19 m (wiatr: 1,2 m/s) | Chris Benard                                                                | 15.90 m (wiatr: 0,8 m/s) | J'Vente Deveaux                                                            | 15.90 m (wiatr: 0,9 m/s) |
| Pchnięcie kulą                              | Jacob Thormaehlen                                                                 | 19,86 m                  | Stephen Saenz                                                               | 19,31 m                  | Hayden Baillio                                                             | 19,21 m                  |
| Rzut dyskiem                                | Traves Smikle                                                                     | 62,11 m                  | Mason Finley                                                                | 59,00 m                  | Quincy Wilson                                                              | 57,98 m                  |
| Rzut młotem                                 | Jeremy Postin                                                                     | 68,32 m                  | Alex Faldermeyer                                                            | 65,41 m                  | Ricardo Castilleja                                                         | 58,09 m                  |
| Rzut oszczepem                              | Tim Glover                                                                        | 78,28 m                  | Sam Humphreys                                                               | 77,04 m                  | David Ocampo                                                               | 70,17 m                  |
| Dziesięciobój                               | Jack Szmanda                                                                      | 7061 pkt.                | Brent Vogel                                                                 | 6927 pkt.                | Gustavo Morua                                                              | 6448 pkt.                |

### Kobiety
| Konkurencja:                                 | 1. miejsce                                                                                 | Rezultat                  | 2. miejsce                                                                          | Rezultat                  | 3. miejsce                                                                 | Rezultat                  |
| Bieg na 100 m (wiatr: 1,6 m/s)               | Aurieyall Scott                                                                            | 11,19                     | Octavious Freeman                                                                   | 11,20                     | Crystal Emmanuel                                                           | 11,43                     |
| Bieg na 200 m (wiatr: 0,9 m/s)               | Kimberlyn Duncan                                                                           | 22,72                     | Allison Peter                                                                       | 22,92                     | Cambrya Jones                                                              | 23,00                     |
| Bieg na 400 m                                | Rebecca Alexander                                                                          | 51,13                     | Marlena Wesh                                                                        | 51,23 NR                  | Jodi-Ann Muir                                                              | 52,44                     |
| Bieg na 800 m                                | Chanelle Price                                                                             | 2:04,48                   | Annie LeBlanc                                                                       | 2:05,61                   | Rachel Francois                                                            | 2:06,77                   |
| Bieg na 1500 m                               | Jordan Hasay                                                                               | 4:22,16                   | Annie LeBlanc                                                                       | 4:24,97                   | Karla Diaz                                                                 | 4:27,66                   |
| Bieg na 5000 m                               | Karla Diaz                                                                                 | 16:54,83                  | Jennifer Bergman                                                                    | 17:22,18                  | Dani Stack                                                                 | 18:07,87                  |
| Bieg na 10 000 m                             | Sarah Callister                                                                            | 35:46,12                  | Mayra Sanchez                                                                       | 36:07,69                  | Katie Matthews                                                             | 36:21,29                  |
| Bieg na 100 m przez płotki (wiatr: +4,5 m/s) | Brianna Rollins                                                                            | 12,60                     | Kierre Beckles                                                                      | 13,05                     | Ashlea Maddex                                                              | 13,21                     |
| Bieg na 400 m przez płotki                   | Cassandra Tate                                                                             | 55,62                     | Ellen Wortham                                                                       | 57,10                     | Danielle Dowie                                                             | 58,23                     |
| Bieg na 3000 m z przeszkodami                | Alyssa Kulik                                                                               | 10:21,04                  | Rebeka Stowe                                                                        | 10:45,14                  | Jessica Furlan                                                             | 10:51,26                  |
| Sztafeta 4 x 100 m                           | Stany Zjednoczone · Cambrya Jones · Octavious Freeman · Aurieyall Scott · Kimberlyn Duncan | 43,58                     | Bahamy · V'Alonee Robinson · Krystal Bodie · Ivanique Kemp · Amara Jones            | 45,71                     | Meksyk · Mayra Hermilloso · Citlally Parra · Perla Sanchez · Maria Zamora  | 47,85                     |
| Sztafeta 4 x 400 m                           | Stany Zjednoczone · Ellen Wortham · Rebecca Alexander · Cassandra Tate · Diamond Dixon     | 3:28,64                   | Trynidad i Tobago · Shawna Fermin · Alena Brooks · Jessica James · Sparkle McKnight | 3:33,03                   | Jamajka · Yanique Haye · Danielle Dowie · Ladonna Richards · Jodi-Ann Muir | 3:34,29                   |
| Chód na 10 000 m                             | Maria Irais Mena                                                                           | 52:52,54                  | Rachael Tylock                                                                      | 53:16,59                  | Nichole Bonk                                                               | 55:56,68                  |
| Skok wzwyż                                   | Tynita Butts                                                                               | 1,82 m                    | Michelle Theophille                                                                 | 1,82 m                    | Allison Barwise                                                            | 1,74 m                    |
| Skok o tyczce                                | Melanie Blouin                                                                             | 4,36 m                    | Logan Miller                                                                        | 4,25 m                    | Martha Villalobos                                                          | 3,60 m                    |
| Skok w dal                                   | Christabel Nettey                                                                          | 6,18 m (wiatr: 0,8 m/s)   | Sonnisha Williams                                                                   | 6,17 m (wiatr: -0,4 m/s)  | Elizabeth Lopez                                                            | 6,04 m (wiatr: -0,2 m/s)  |
| Trójskok                                     | Andrea Guebelle                                                                            | 13,14 m (wiatr: -0,9 m/s) | Michelle Jenije                                                                     | 13,13 m (wiatr: -2,6 m/s) | Jasmine Brunsun                                                            | 12,62 m (wiatr: -1,2 m/s) |
| Pchnięcie kulą                               | Brittany Smith                                                                             | 17,03 m                   | Alyssa Hasslen                                                                      | 16,86 m                   | Taryn Suttie                                                               | 16,22 m                   |
| Rzut dyskiem                                 | Anna Jelmini                                                                               | 53,93 m                   | Skylar White                                                                        | 50,60 m                   | Hilenn James                                                               | 48,90 m                   |
| Rzut młotem                                  | Amanda Bingson                                                                             | 71,39 m                   | Brittany Smith                                                                      | 67,10 m                   | Lauren Stuart                                                              | 56,35 m                   |
| Rzut oszczepem                               | Abigail Gomez                                                                              | 56,89 m                   | Tiffany Perkins                                                                     | 56,20 m                   | Alanna Kovacs                                                              | 51,70 m                   |
| Siedmiobój                                   | Kiani Profit                                                                               | 5653 pkt.                 | Jessica Flax                                                                        | 5544 pkt.                 | Makeba Alcide                                                              | 5522 pkt.                 |